# Radiometr
Radiometr - urządzenie rejestrujące intensywność radiacji elektromagnetycznej (promieniowania elektromagnetycznego) danego zakresu długości fal w dowolnej części spektrum elektromagnetycznego.
radiometr mikrofalowy – rodzaj radiometru, wykorzystujący promieniowanie mikrofalowe. Zbudowany jest z trzech zasadniczych elementów:
1. anteny odbiorczej
2. odbiornika
3. monitora

Antena przekazuje odebrany sygnał do odbiornika poprzez wzmacniacz. Z odbiornika sygnał elektryczny przekazywany jest do urządzenia wizualizującego - monitora. Mikrofalowe radiometry stosowane w służbie cywilnej charakteryzują się zdolnością rozdzielczą rzędu 5–50 m (jeśli rejestracja następuje z wysokości ok. 1000 m) lub 1,5–5,0 km (jeśli rejestracja następuje z wysokości orbitalnych). Radiometry mikrofalowe stosuje się głównie w meteorologii i oceanografii. W radiometry mikrofalowe były zaopatrzone satelity: Nimbus i Seasat. Podstawową zaletą urządzeń tego typu jest możliwość prowadzenia badań w niekorzystnych warunkach atmosferycznych oraz o różnych porach dnia.